# フィリス・アレン
フィリス・アレン（Phyllis Allen, 1861年11月25日 - 1938年3月26日）はアメリカ合衆国の女優、コメディエンヌ、ヴォードヴィリアン。
ヴォードヴィルを起点に映画界に入り、1910年から1923年ごろにわたって74もの作品に出演。1913年から1916年まで在籍したキーストン社時代を中心に、コメディ作品の常連としてチャールズ・チャップリンや「ファッティ」ロスコー・アーバックル、マック・スウェイン、メーベル・ノーマンドらと共演を重ねた。

## 生涯
フィリス・アレンは1861年11月25日、ニューヨークのスタテンアイランドに生まれる。間の経歴は定かではないが、最終的にはヴォードヴィルの世界に入り、のちにはミュージカルにも出演するようになった。映画界には1910年ごろに入り、間もなくマック・セネットに誘われてキーストン社に移籍する。1916年にキーストン社を去ったあとはウィリアム・フォックスが創設したフォックス・フィルム・コーポレーション、ヴァイタグラフ社、ファースト・ナショナルと渡り歩いた。フィリスは1923年ごろに引退し、1938年3月26日に76歳で亡くなった。
フィリスは、特にチャップリン作品では主に口やかましい「恐妻」の役どころを演じ、たとえ妻でなくても、メーベルやエドナ・パーヴァイアンスのような「あこがれの存在」とは正反対の、「顔を見ると逃げ出したくなる」ような女性の役どころを引き受けた。この「恐妻」の印象があまり強いのか、1974年に伝記作家デニス・ギフォードがチャップリンの伝記を著した際にフィルモグラフィーが付されたが、その中で「口やかましい女性」はすべてフィリスにあてがわれるというミスが生じてしまうほどであった。
1861年生まれのフィリスはまた、生年、没年あるいはその両方が明らかなチャップリンの共演者としては、『チャップリンの寄席見物』（1915年）や『チャップリンの霊泉』（1917年）、『犬の生活』（1918年）などで共演したジェームズ・T・ケリー（1854年生）に次ぐ年長者にあたる。1861年という生年は、チャップリンを見出したフレッド・カーノーやチャップリンの片腕として長く活躍したヘンリー・バーグマン、さらにはチャップリンの両親、チャールズ・チャップリン・シニアとハンナ・チャップリンよりも年上であることを意味する。

## 主な出演作品
インターネット・ムービー・データベースのデータによる。
- Forced Bravery  (1913)
- Murphy's I.O.U.  (1913)
- Peeping Pete  (1913)
- The Riot  (1913)
- Mother's Boy  (1913)
- Two Old Tars  (1913)
- Fatty at San Diego  (1913)
- Rebecca's Wedding Day  (1914)
- A Robust Romeo  (1914)
- Love and Bullets  (1914)
- 『チャップリンの総理大臣』（1914）
- 『多忙な一日』（1914）
- 『チャップリンの道具方』（1914）
- 『両夫婦』（1914）
- 『チャップリンとパン屋』（1914）
- Hello, Mabel  (1914)
- Lover's Luck  (1914)
- 『アルコール自動車競争の巻』（1914）
- 『他人の外套』（1914）
- 『夫婦交換騒動』（1914）
- 『醜女の深情け』（1914）
- 『馬車屋（不運な馬車）』（1914）
- Leading Lizzie Astray （1914）
- That Little Band of Gold  （1915）
- Fatty's Plucky Pup （1915）
- 『チャップリンの寄席見物』（1915）
- Fickle Fatty's Fall （1915）
- A Submarine Pirate （1915）
- 『チャップリンの放浪者』（1916）
- 『チャップリンの冒険』（1917）
- 『給料日』（1922）
- 『偽牧師』（1923）